# أنطونيو كاماتشو فيزكاينو
أنطونيو كاماتشو فيزكاينو (بالإسبانية: Antonio Camacho Vizcaíno) (و. 1964  م) هو سياسي، ومحامي إسباني، ولد في مدريد، هو عضوٌ حزب العمال الاشتراكي الإسباني، ترشح في الانتخابات العمومية الإسبانية 2011 ‏.

## مناصب
تولى منصب عضو مجلس النواب الإسباني ‏ (5 ديسمبر 2011–1 سبتمبر 2014)
- Secretary of State for Security (Spain) [الإنجليزية]‏

.

## جوائز
حصل على جوائز منها:
- نيشان الفنون والآداب من رتبة قائد (17 يناير 2013)[2]
- جائزة المنافسة العامة  [لغات أخرى]‏ (1946)